# Arroyón (Sabana de la Mar)
Arroyón es un paraje de la sección El Centro, municipio Sabana de la Mar, provincia Hato Mayor, República Dominicana.
Los terrenos de Arroyón tienen una extensión territorial de 11.90 km² lo que representa el 0.01% de los terrenos de la provincia Hato Mayor.
Limita al norte con el paraje Loma Clara; al sur el paraje Palma Lisa, provincia Monte Plata; al este con el paraje Los Cacaítos; y al oeste con el paraje Trepada Alta.
En sus terrenos se encuentran enclavado el Parque nacional Los Haitises.